# Lynchburg (Ohio)
Lynchburg è un villaggio degli Stati Uniti d'America, situato nello stato dell'Ohio, diviso tra la contea di Highland e la contea di Clinton.